# Klinikum Magdeburg
Die Klinikum Magdeburg gGmbH (vormals Eigenbetrieb Städtisches Klinikum Magdeburg) ist ein Krankenhaus der Schwerpunktversorgung (in Sachsen-Anhalt werden im Unterschied zu anderen Bundesländern in § 3 Landeskrankenhausgesetz vier Versorgungsstufen festgelegt: Basisversorgung, Schwerpunktversorgung, Spezialversorgung, Universitäre Versorgung). Das Klinikum Magdeburg befindet sich in Sachsen-Anhalts Landeshauptstadt Magdeburg und besteht in dieser Form seit 1994. Die Klinik ist akademisches Lehrkrankenhaus der Otto-von-Guericke-Universität Magdeburg.

## Entstehung

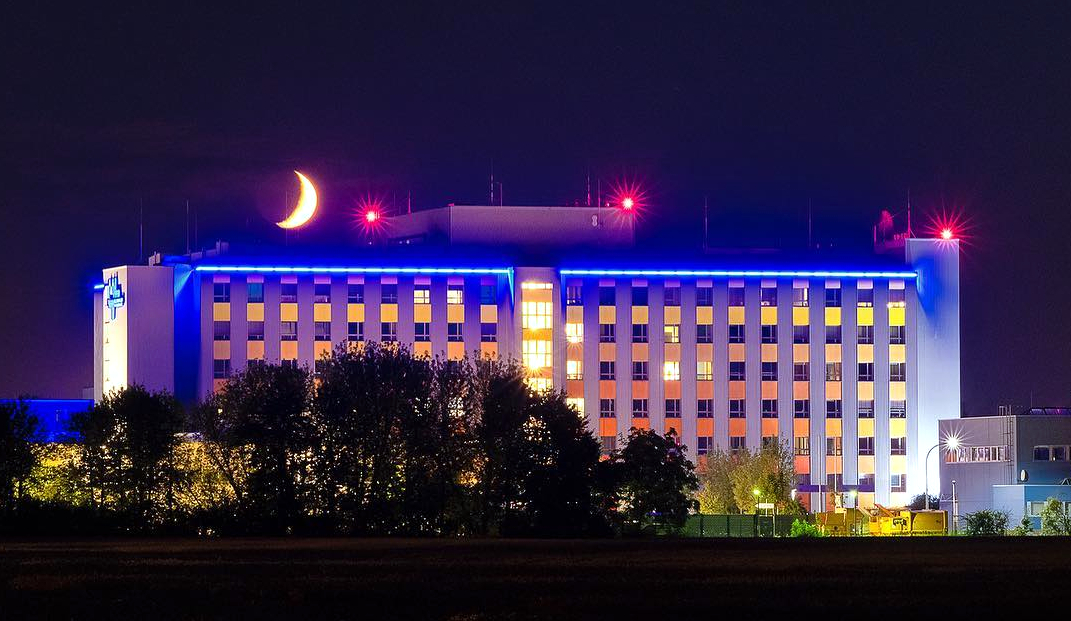
Gebäude-A des Klinikums bei Nacht

Es entstand aufgrund eines Stadtratbeschlusses durch den Zusammenschluss des Krankenhauses Altstadt (KHA), des Walter-Friedrich-Krankenhauses (Magdeburg-Olvenstedt, KHO) sowie des Krankenhauses Vogelsang. Der Bereich des Krankenhauses Vogelsang wurde jedoch im Jahre 1999 von einem privaten Träger übernommen und ausgegliedert. Seit dem 1. Juli 2007 sind nach Abschluss der Bauarbeiten alle Kliniken am Standort Olvenstedt zu finden. Die Immobilie des ehemaligen Krankenhauses Altstadt steht seitdem bis auf die dort eingerichtete Rettungswache leer. 2021 zog das Medizinische Versorgungszentrum MVZ „Im Altstadtquartier“ in das ehemalige Altstadt-Krankenhaus um.
Insgesamt waren an beiden Standorten etwa 1450 Mitarbeiter tätig (Stand: 2011). Durchschnittlich werden jährlich fast 29.000 Patienten stationär oder teilstationär aufgenommen, über 27.000 Patienten wurden als Notfälle stationär oder ambulant behandelt.
Mit Wirkung zum 1. Januar 2008 wurde das Klinikum von einem städtischen Eigenbetrieb in eine zu 100 Prozent der Landeshauptstadt Magdeburg gehörende gemeinnützige GmbH (gGmbH) umgewandelt.

## Kliniken, Institute und zentrale Einrichtungen
Das Klinikum unterhält 23 Fachbereiche und neun Zentren.
Dies sind im Einzelnen die Fachbereiche:
- Anästhesiologie und Intensivmedizin
- Allgemein- und Viszeralchirurgie[1]
- Frauenheilkunde und Geburtshilfe
- Gastroenterologie
- Gefäßchirurgie
- Hämatologie, Onkologie und Palliativmedizin
- HNO-Heilkunde, Kopf- und Halschirurgie
- Kardiologie und Diabetologie
- Kinder- und Jugendmedizin
- Kinder- und Jugendpsychiatrie
- Neurochirurgie und Wirbelsäulenchirurgie
- Neurologie
- Notaufnahme
- Orthopädie
- Pathologie
- Plastische, Ästhetische und Handchirurgie
- Physiotherapie
- Psychiatrie und Psychotherapie
- Radiologie
- Unfallchirurgie
- Urologie und Kinderurologie
- Zentralapotheke
- Zentrallabor
- Zentral-OP

## Notfallmedizin
Das Städtische Klinikum ist ein Krankenhaus der Schwerpunktversorgung und damit Anlaufpunkt für den regionalen Rettungsdienst aus Magdeburg und den umliegenden Landkreisen.
Die Ärzte des Klinikums stellen täglich 24 Stunden zwei Notärzte für den bodengebundenen Rettungsdienst. Weiterhin hat das Klinikum einen gültigen Vertrag mit dem Land Sachsen-Anhalt über die notärztliche Besetzung des Rettungshubschraubers „Christoph 36“, der am Standort Olvenstedt stationiert seit Beginn der Luftrettung nach der Wende erfolgreich betrieben wird. Das Personal des „Christoph 36“ besteht aus einem Piloten der DRF Luftrettung, Notärzten des Klinikums Magdeburg und des Universitätsklinikums Magdeburg sowie Notfallsanitäter des Regionalverbandes Magdeburg/Börde/Harz der Johanniter-Unfall-Hilfe.